# 평창 유나이티드 FC
평창 유나이티드 FC(Pyeongchang United Football Club)는 대한민국 강원특별자치도 평창군에 있는 축구 선수단이다. 사회적 협동조합인 평창에프씨가 운영하는 남자 세미프로 축구단이며, 2021년에 창단되었다. 평창군을 연고지로 하여 K4리그에 참가하고 있으며, 진부체육공원을 홈 경기장으로 사용하고 있다.

## 역사
2008년 2월 22일 창단되어 2008년 K3리그에 참가하였고 원래는 호남대학교에서 운영하는 축구팀인 광주 광산 FC였다가 2015년 초 연고지를 강원특별자치도 평창으로 옮기면서 평창 FC로 이름을 바꿨으며 2019 시즌까지 활동하다가 잠정적으로 리그 불참을 선언했다. 
그러다가 2021년 1월 평창 유나이티드 FC라는 이름으로 창단하여 2019년 해체된 평창 FC의 반 계승 형식으로 재창단되어 2021년 K4리그부터 참가하기 시작했고 이듬해인 2022년 K4리그에서 4위라는 평창 유나이티드 구단 역사상 K4리그 역대 최고 성적을 거두었다.

## 선수 명단
2023년 3월 5일 기준
참고: FIFA 자격 규정에 따라 소속된 국가대표팀 국기를 표시합니다. 선수는 복수의 FIFA 비회원국 국적을 가지고 있을 수 있습니다.
| 번호 | 포지션 | 국적   | 이름   |
| ---- | ------ | ------ | ------ |
| 1    | GK     |        | 홍진웅 |
| 3    | DF     |        | 이성진 |
| 4    | MF     |        | 김효찬 |
| 5    | DF     |        | 윤선호 |
| 6    | DF     |        | 안성민 |
| 7    | FW     | 남수단 | 마틴   |
| 8    | MF     |        | 정우진 |
| 9    | FW     |        | 이호종 |
| 10   | MF     |        | 김종헌 |
| 11   | FW     |        | 김현성 |
| 12   | FW     |        | 남동윤 |
| 14   | MF     |        | 박지우 |

| 번호 | 포지션 | 국적 | 이름   |
| ---- | ------ | ---- | ------ |
| 15   | DF     |      | 양시혁 |
| 16   | MF     |      | 이재준 |
| 17   | FW     |      | 정성준 |
| 18   | MF     |      | 신희준 |
| 19   | FW     |      | 송현호 |
| 20   | DF     |      | 최현민 |
| 21   | MF     |      | 박인서 |
| 22   | MF     |      | 김현태 |
| 23   | MF     |      | 이우혁 |
| 26   | MF     |      | 이관표 |
| 27   | DF     |      | 김경민 |
| 28   | FW     |      | 최종덕 |
| 29   | GK     |      | 유종민 |
| 30   | MF     |      | 김용태 |
| 31   | GK     |      | 이상형 |
| 40   | DF     |      | 임영호 |
| 42   | DF     |      | 이현조 |
| 77   | FW     |      | 정진엽 |
| 99   | GK     |      | 박종화 |

## 스태프
| 직위        | 이름   | 비고 |
| ----------- | ------ | ---- |
| 감독        | 신기동 |      |
| 수석 코치   | 김준범 |      |
| 골키퍼 코치 | 박종화 |      |
| 플레잉 코치 | 이재준 |      |

## 경영진
- 구단주 : 심재국 (평창군수)
- 대표이사 : 정정택 (평창군체육회장)
- 단장 : 심봉섭 (평창군축구협회장)
- 사무국장 : 김기태

## 기록과 통계
- K4리그 : 4위 (2022)

## 경기장
- 진부체육공원 축구장 (2015년 ~ 현재)

## 참고 문헌
- “스포츠지원포털 등록 현황”. 대한체육회.
- “KFA 통합경기정보 시스템”. 대한축구협회.